# Balance financière
Pour les articles homonymes, voir balance.
La balance financière ou balance des règlements officiels est un agrégat de la comptabilité nationale.
C'est la contrepartie monétaire du compte financier et du compte des transactions courantes.

La balance financière recense les flux financiers entre un pays et l'étranger, sous forme d'investissement direct à l'étranger (IDE), investissement de portefeuille, produits financiers dérivés, autres investissements, réserves de change et autres.